# Odontophrynus occidentalis
Odontophrynus occidentalis é uma espécie de anfíbio  da família Odontophrynidae.
É endémica da Argentina.
Os seus habitats naturais são: florestas temperadas, matagal de clima temperado, matagal árido tropical ou subtropical, rios, áreas rochosas e pastagens.
Está ameaçada por perda de habitat.